# سیارک ۱۶۷۲۵
سیارک ۱۶۷۲۵ (به انگلیسی: 16725 Toudono، نامگذاری:1996CE3)۱۶۷۲۵مین سیارک کشف شده‌است که در ۱۵ فوریه ۱۹۹۶ کشف شد.